# قائمة الأشخاص الذين ادعوا أنهم بوذا
هذه قائمة بالأشخاص البارزين الذين ادعوا أنهم بلغوا التنوير وأصبحوا بوذا، أو ادعوا أنهم تجسيدات للبوداسف، أو عرفوا أنفسهم على أنهم غوتاما بوذا أو مايتريا بوذا، أو اعتقد بعض الناس أنهم كذلك.

## القائمة
- كوان يو - جنرال صيني خدم تحت قيادة أمير الحرب ليو باي في أواخر عهد أسرة هان الشرقية في الصين. تم تأليه جوان في وقت مبكر من عهد أسرة سوي وما زال يُعبد من قبل العديد من الصينيين اليوم، وخاصة في جنوب الصين وتايوان وهونج كونج وبين العديد من المجتمعات الصينية في الخارج. وهو شخصية بارزة في الديانة الشعبية الصينية ، والكونفوشيوسية الشعبية، والطاوية، والبوذية الصينية، كما أن الأضرحة الصغيرة لجوان موجودة في كل مكان تقريبًا في المحلات التجارية والمطاعم الصينية التقليدية. ويقبله العديد من البوذيين باعتباره بوديساتفا يحرس العقيدة البوذية والمعابد.

- وو شتيان - مؤسسة سلالة وو شو في الصين. اكتسبت الدعم الشعبي من خلال الدعوة إلى البوذية. أعلنت نفسها تجسيد مايتريا وجعل لويانغ "العاصمة المقدسة".
- جونج ي - حاكم كوري وملك الدولة قصيرة العمر تيبونغ خلال القرن العاشر. زعم أنه التجسيد الحي لـ (مايتريا) وأمر رعاياه بعبادته، رفض معظم الرهبان البوذيين ادعائه، ثم عزلوه عن العرش وقتلوه.
- نورهس - مؤسس سلالة جين في الصين. يُعتقد أنه كان تجسيد لمانجوشري بوديساتفا.
- لوه تشونغي - البطريرك السابع عشر من لكوان تاو، يعتقد أتباعه أنه أول زعيم في عصر "الشمس البيضاء"، عصر نهاية العالم، وبالتالي هو تجسيد مايترييا.
- بهاء الله - مؤسس الديانة البهائية،[1][2] يشير شوقي أفندي أن بهاء الله هو "بوذا الخامس".[3]
- جيم جونز - زعيم طائفة معبد الشعوب زعم جونز أنه تمثيل حي لبوذا وكذلك يسوع المسيح، وأخناتون، والإله الأب وفلاديمير لينين.
- عارفين محمد (1943–2016)، المعروف أيضًا باسم "آية بين"، مؤسس مملكة السماء المحظورة في ماليزيا عام 1975. ادعى أن له اتصالًا مباشرًا بالسماء ويعتقد أتباعه أنه تجسيد ليسوع. وكذلك شيفا، وبوذا، ومحمد.
- لوه شينغ ين - مؤسس ومعلم روحي لمدرسة تسمى مدرسة بوذا الحقيقية. يدعي أنه في أواخر الثمانينيات، وصل إلى التنوير وأصبح بوذا.[4][5]

## قراءة إضافية
- Hogue، John (1999). Messiahs: The Visions and Prophecies for the Second Coming. Elements Books. ISBN:1-86204-549-6.